# 1991-es Formula–1 német nagydíj
A német nagydíj volt az 1991-es Formula–1 világbajnokság kilencedik futama.

## Futam
Németországban Mansell indult az élről, Senna, Berger és Patrese előtt. A rajtnál Berger Senna megelőzésével a 2. helyre jött fel, Patrese rossz rajtját követően a Ferrarik mögé esett vissza. Patrese visszaelőzte a boxkiállás nélkül versenyző Alesit. Bergernek gondjai akadtak a boxban, így visszaesett a 10. helyre. A boxkiállások után Alesi vezetett Mansell, Senna, Prost és Patrese előtt. Mansell Alesit megelőzve az élre állt és előnyét folyamatosan növelte. Csapattársa Prost, Senna és Alesi megelőzése után a 2. helyre jött fel. A 38. körben Prost megpróbálta megelőzni Sennát, aki nem hagyott neki elég helyet, így a francia kicsúszott és kiesett. Sennának Silverstone-hoz hasonlóan itt is az utolsó körben fogyott ki az üzemanyaga. A Williamsek értek be az első két helyen, Alesi, Berger, de Cesaris és Gachot előtt.
|         | Rsz. | Versenyző          | Csapat             | Körök | Idő/Kiesések        | Rajthely | Pontok |
| ------- | ---- | ------------------ | ------------------ | ----- | ------------------- | -------- | ------ |
| 1       | 5    | Nigel Mansell      | Williams-Renault   | 45    | 1:19:29,661         | 1        | 10     |
| 2       | 6    | Riccardo Patrese   | Williams-Renault   | 45    | + 13,779            | 4        | 6      |
| 3       | 28   | Jean Alesi         | Ferrari            | 45    | + 17,618            | 6        | 4      |
| 4       | 2    | Gerhard Berger     | McLaren-Honda      | 45    | + 32,651            | 3        | 3      |
| 5       | 33   | Andrea de Cesaris  | Jordan-Ford        | 45    | + 1:17,537          | 7        | 2      |
| 6       | 32   | Bertrand Gachot    | Jordan-Ford        | 45    | + 1:40,605          | 11       | 1      |
| 7       | 1    | Ayrton Senna       | McLaren-Honda      | 44    | Kifogyott üzemanyag | 2        |        |
| 8       | 19   | Roberto Moreno     | Benetton-Ford      | 44    | + 1 kör             | 9        |        |
| 9       | 25   | Thierry Boutsen    | Ligier-Lamborghini | 44    | + 1 kör             | 17       |        |
| 10      | 21   | Emanuele Pirro     | Dallara-Judd       | 44    | + 1 kör             | 18       |        |
| 11      | 7    | Martin Brundle     | Brabham-Yamaha     | 43    | + 2 kör             | 15       |        |
| 12      | 8    | Mark Blundell      | Brabham-Yamaha     | 43    | + 2 kör             | 21       |        |
| 13      | 4    | Stefano Modena     | Tyrrell-Honda      | 41    | + 4 kör             | 14       |        |
| Kiesett | 27   | Alain Prost        | Ferrari            | 37    | Kicsúszás           | 5        |        |
| Kiesett | 16   | Ivan Capelli       | Leyton House-Ilmor | 36    | Motorhiba           | 12       |        |
| Kiesett | 22   | Jyrki Järvilehto   | Dallara-Judd       | 35    | Motorhiba           | 20       |        |
| Kiesett | 20   | Nelson Piquet      | Benetton-Ford      | 27    | Motorhiba           | 8        |        |
| Kiesett | 3    | Nakadzsima Szatoru | Tyrrell-Honda      | 26    | Váltó               | 13       |        |
| Kiesett | 26   | Érik Comas         | Ligier-Lamborghini | 22    | Motorhiba           | 26       |        |
| Kiesett | 15   | Maurício Gugelmin  | Leyton House-Ilmor | 21    | Váltó               | 16       |        |
| Kiesett | 11   | Mika Häkkinen      | Lotus-Judd         | 19    | Motorhiba           | 23       |        |
| Kiesett | 30   | Szuzuki Aguri      | Lola-Ford          | 15    | Motorhiba           | 22       |        |
| Kiesett | 24   | Gianni Morbidelli  | Minardi-Ferrari    | 14    | Differenciálmű      | 19       |        |
| Kiesett | 23   | Pierluigi Martini  | Minardi-Ferrari    | 11    | Differenciálmű      | 10       |        |
| Kiesett | 29   | Eric Bernard       | Lola-Ford          | 9     | Erőátvitel          | 25       |        |
| Kiesett | 34   | Nicola Larini      | Lambo-Lamborghini  | 0     | Kicsúszás           | 24       |        |
| NK      | 9    | Michele Alboreto   | Footwork-Ford      |       |                     |          |        |
| NK      | 12   | Michael Bartels    | Lotus-Judd         |       |                     |          |        |
| NK      | 17   | Gabriele Tarquini  | AGS-Ford           |       |                     |          |        |
| NK      | 35   | Eric van de Poele  | Lambo-Lamborghini  |       |                     |          |        |
| NeK     | 14   | Olivier Grouillard | Fondmetal-Ford     |       |                     |          |        |
| NeK     | 10   | Alex Caffi         | Footwork-Ford      |       |                     |          |        |
| NeK     | 18   | Fabrizio Barbazza  | AGS-Ford           |       |                     |          |        |
| NeK     | 31   | Pedro Chaves       | Coloni-Ford        |       |                     |          |        |

## A világbajnokság állása a verseny után
| H  | Versenyzők       | Pont | H  | Konstruktőrök    | Pont |
| -- | ---------------- | ---- | -- | ---------------- | ---- |
| 1. | Ayrton Senna     | 51   | 1. | Williams-Renault | 71   |
| 2. | Nigel Mansell    | 43   | 2. | McLaren-Honda    | 70   |
| 3. | Riccardo Patrese | 28   | 3. | Ferrari          | 33   |
| 4. | Alain Prost      | 21   | 4. | Benetton-Ford    | 23   |
| 5. | Gerhard Berger   | 19   | 5. | Jordan-Ford      | 13   |

## Statisztikák
Vezető helyen:
- Nigel Mansell: 43 (1-18 / 21-45)
- Jean Alesi: 2 (19-20)

Nigel Mansell 19. győzelme, 16. pole-pozíciója, Riccardo Patrese 9. leggyorsabb köre.
- Williams 48. győzelme.